# IC 1598
IC 1598 — галактика типу Sa (спіральна галактика) у сузір'ї Риби.
Цей об'єкт міститься в оригінальній редакції індексного каталогу.